# Współczynnik dystansu
Współczynnik dystansu (retention distance) – współczynnik charakteryzujący równomierność rozmieszczenia plamek w chromatografii planarnej i jedna z tzw. funkcji CRF. Jest obliczany według następującego wzoru:
{\displaystyle R_{D}={\Bigg [}(n+1)^{(n+1)}\prod _{i=0}^{n}{(R_{F(i+1)}-R_{Fi}){\Bigg ]}^{\frac {1}{n}}}}
gdzie n oznacza liczbę rozdzielanych związków, Rf (1...n) to wartości Rf posortowane w porządku niemalejącym, Rf0 = 0 i Rf(n+1) = 1.

## Założenia
Współczynnik dystansu został zaprojektowany w taki sposób, aby zawierał się zawsze w granicach <0,1>. Wartość 0 oznacza najgorszą możliwą sytuację (wszystkie plamki na starcie lub na mecie). Wartość 1 oznacza idealną równomierność plamek, np. wartości Rf (0.25,0.5,0.75) dla 3 związków, czy (0.2,0.4,0.6,0.8) dla 4 związków.
W odróżnieniu od podobnego mu współczynnika równomierności RU, współczynnik dystansu jest wrażliwy na wartości Rf równe 0 (start) lub 1 (meta), bądź też na kilka wartości równych sobie (brak rozdziału). W takiej sytuacji zawsze wynosi on 0, niezależnie od położenia innych plamek. Na przykład dla wartości (0,0.2,0.2,0.3) (dwa związki nierozdzielone na 0.2 i jeden na starcie) jest on równy 0, a współczynnik równomierności RU wynosi 0.3609. Kiedy dystans od startu i pomiędzy plamkami zwiększy się nieco, wartość RD jest już spora, np. dla (0.1,0.2,0.25,0.3) RD = 0.4835 a RU = 0.4066.

## Obliczanie
Ze względu na metodologię obliczeń, ciężko jest liczyć RD w arkuszach kalkulacyjnych. W programistycznych środowiskach obliczeniowych jest to znacznie łatwiejsze.
Funkcja dla R (język programowania)/S-PLUS:
```
rd <- function (x) 
{
        x <- sort(x)
        n <- length(x)
        d <- diff(c(0,x,1));
        pd <- prod(d);
        rd <- ((n+1)^(n+1)*pd)^(1/n);
        return(rd);
}

```

Funkcja dla GNU Octave/Matlaba:
```
function res = rd(x)
        x = sort(x);
        n = length(x);
        d = diff([0 x 1]);
        pd = prod(d);
        res = ((n+1).^(n+1).*pd).^(1./n);
endfunction

```

Funkcja dla Scilaba:
```
function res = rd(x)
        x = gsort(x,"g","i");
        n = length(x);
        d = diff([0 x 1]);
        pd = prod(d);
        res = ((n+1).^(n+1).*pd).^(1./n);
endfunction

```

## Literatura
- Komsta Ł., Markowski W., Misztal G., A proposal for new RF equal-spread criteria with stable distribution parameters as a random variable. J. Planar Chromatogr. 2007 (20) 27-37.